# サイクロバクター・フォジイ
サイクロバクター・フォジイ（Psychrobacter fozii）は、好冷性、好塩性、オキシダーゼ陽性、グラム陰性、非運動性の球菌であり、厳密な酸化的代謝を示し、南極の環境から最初に分離された。タイプ株はNF23T（=LMG 21280T =CECT 5889T）である。